# Kolonie Dudy
Kolonie Dudy (dawn. Dudy) – część miasta Ostrowca Świętokrzyskiego, położona w jego północno-zachodniej części. Do 1954 odrębna wieś o nazwie Dudy.

## Historia
Dudy w latach 1867–1954 należały do gminy Częstocice w powiecie opatowskim w guberni kieleckiej. W II RP przynależały do woj. kieleckiego, gdzie 2 listopada 1933 weszły w skład gromady o nazwie Dudy w gminie Częstocice, składającej się z kolonii Dudy, obrębu leśnego Zwierzyniec z gajówkami Antoniów i Sylwan oraz obrębu leśnego Gutwin.
Podczas II wojny światowej włączone do Generalnego Gubernatorstwa (dystrykt radomski, powiat opatowski), nadal jako odrębna gromada w gminie Częstocice, licząca 371 mieszkańców.
Po wojnie w województwa kieleckim, jako jedna z 15 gromad gminy Częstocice w powiecie opatowskim.
29 września 1954 Dudy wyłączono z gminy Częstocice i włączono do Ostrowca Świętokrzyskiego.